# Niphargus phreaticolus
Niphargus phreaticolus is een vlokreeftensoort uit de familie van de Niphargidae. De wetenschappelijke naam van de soort is voor het eerst geldig gepubliceerd in 1948 door Motas, Dobreanu & Manolache.